# Louis Bruant des Carrières
Louis Bruant des Carrières, né à Coiffy-la-Ville (aujourd'hui Coiffy-le-Bas), près de Langres en 1621 et mort à Paris le 13 avril 1689, est un magistrat et diplomate français. Il est le frère de l'architecte Libéral Bruant.

## Biographie
Louis Bruant est le fils de Sébastien Bruant (1602-1670), maître général des bâtiments du roi, et de Barbe Biard. S'éloignant de la tradition de sa famille, tournée vers les métiers des bâtiments, il s'engage dans une carrière administrative. Il devient maître ordinaire à la Chambre des comptes de Paris.
Il fait partie de l'entourage proche de Nicolas Fouquet. La chute du surintendant entraîne sa disgrâce et il préfère s'exiler quelque temps.
Louvois lui confie en 1672 une mission diplomatique dans la principauté de Liège, qui devient en 1673 une ambassade officielle (il a le titre de résident du roi). Il se montre utile dans la préparation du siège de Maastricht (1673) et dans la défense des intérêts français contre les partisans de l'empereur Léopold Ier. Il retrouve ainsi la confiance du roi. Il reste à Liège jusqu'au 30 mars 1676. Il est ensuite envoyé en mission à Nimègue et participe aux négociations destinées à mettre fin à la guerre de Hollande ; il ne rentre à Paris que le 12 novembre 1678, après la paix de Nimègue. 

## Sources
- Les papiers de Louis Bruant sont déposés aux  Archives nationales, site de Pierrefitte-sur-Seine, sous la cote 557 AP : Inventaire du fonds.